# Casus foederis
Casus foederis (w dosłownym tłumaczeniu z łaciny: przypadek sojuszu) – zdarzenie, fakt lub czynność, które, w myśl postanowień traktatu sojuszniczego, obowiązują sojusznika do dania obiecanej pomocy.
Przykładowo, zgodnie z artykułem 5 Traktatu północnoatlantyckiego, atak na którekolwiek z państw członkowskich NATO w Europie lub Ameryce Północnej jest równoznaczny z atakiem na wszystkie państwa tego sojuszu i zobowiązuje pozostałe państwa członkowskie do udzielenia pomocy zaatakowanemu. Jest to szczególny rodzaj solidarności wojskowej między członkami NATO.
Pakt Ligi Narodów głosił w artykule 16: Jeżeli któryś z członków Ligi ucieka się do wojny wbrew zobowiązaniom wynikającym z Paktu, uważany będzie ipso facto za dopuszczającego się aktu wojennego przeciw wszystkim Członkom Ligi.
Karta Narodów Zjednoczonych w artykule 51 przewiduje, że Żadne postanowienie niniejszej Karty nie narusza niezbywalnego prawa każdego członka Organizacji Narodów Zjednoczonych, przeciw któremu dokonano zbrojnej napaści, do indywidualnej lub zbiorowej samoobrony, zanim Rada Bezpieczeństwa zastosuje środki konieczne dla utrzymania międzynarodowego pokoju i bezpieczeństwa. Środki podjęte przez członków w wykonaniu tego prawa do samoobrony powinny być natychmiast podane do wiadomości Radzie Bezpieczeństwa i w niczym nie powinny naruszać wynikającej z niniejszej Karty kompetencji i odpowiedzialności Rady do podjęcia w każdym czasie akcji, jaką uzna ona za konieczną dla utrzymania albo przywrócenia międzynarodowego pokoju i bezpieczeństwa.